# Miecz Gideona
Miecz Gideona – kanadyjski film telewizyjny z 1986 w reżyserii Michaela Andersona na podstawie książki Monachium. Zemsta autorstwa George’a Jonasa.
Film opisuje działania grupy specjalnej powołanej z inicjatywy władz Izraela po dokonanym w czasie letnich igrzysk olimpijskich w Monachium zamachu terrorystycznym na izraelskich sportowców. Utworzony za zgodą premier Goldy Meir oddział żołnierzy otrzymał wówczas zadanie przeprowadzenia akcji odwetowej – zabicia przywódców palestyńskiej organizacji terrorystycznej Czarny Wrzesień (operacja Gniew Boży).

## Obsada
- Steven Bauer jako Awner
- Michael York jako Robert
- Robert Joy jako Hans
- Laurent Malet jako Jean
- Peter Dvorsky jako Carl
- Rod Steiger jako Mordechaj Samuels
- Lino Ventura jako Papa
- Colleen Dewhurst jako Golda Meir
- Leslie Hope jako Szoszana